# Sarah Josepha Hale
Sarah Josepha Hale, född 24 oktober 1788 i Newport, New Hampshire, död 30 april 1879 i Philadelphia, Pennsylvania, var en amerikansk författare och feminist. Hon är bland annat känd för den berömda barnvisan Mary Had a Little Lamb.